# Republic XP-72
«XP-72 Super Thunderbolt» — американский экспериментальный истребитель-перехватчик, разработанный компанией Republic Aviation в конце Второй мировой войны как дальнейшее развитие знаменитого P-47 Thunderbolt. Самолёт отличался мощным двигателем Pratt & Whitney R-4360 Wasp Major с 28 цилиндрами и новым четырёхлопастным винтом противоположного вращения, что обеспечивало ему выдающиеся скоростные характеристики. Созданным конструктором А.М. Картвели

## История создания

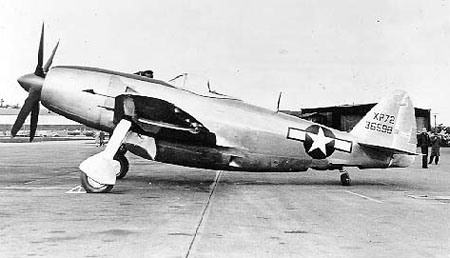
Первый XP-72 с серийным номером № 43-36598 и классическим четырёхлопастным воздушным винтом.

После ошеломительного успеха истребителя Р-47 «Thunderbolt» компания «Republic» приступила к работе над следующим, более совершенным самолётом. Работы велись сразу над двумя машинами: новым проектом эскортного истребителя ХР-69 (АР-18) и глубокой модернизацией Р-47 Thunderbolt под новый двигатель. Из-за проблем с двигателем Wright Tornado программу ХР-69 пришлось закрыть, и все силы были направлены на доработку проекта ХР-72.
2 февраля 1944 года XP-72 впервые поднялся в воздух. Установленный на нём двигатель Pratt&Whitney R-4360-13 Wasp Major развил на испытаниях взлетную мощность в 3450 л. с.. Однако, из-за отсутствия пропеллеров противоположного вращения Aeroproducts, первый экземпляр XP-72 полетел с обычным четырёх лопастным воздушным винтом. На летных испытаниях машина достигла максимальной скорости 788 км/ч.
Второй прототип XP-72 поднялся в воздух 26 июня 1944 года. Он уже был оснащен штатными соосными винтами противоположного вращения Aeroproducts. Данный экземпляр был потерян в результате аварии при первых же испытательных полетах.
Серийные Р-72 планировалось оснастить усовершенствованными двигателями R-4360-19 и заложить в конструкцию возможность установки как шести 12,7-мм пулеметов Colt-Browning M-2, так и четырёх 37-мм пушек. Однако к 1944 году, на заключительном этапе войны, характер боевых действий изменился. Господство в воздухе было полностью за авиацией Союзников, и потребность в скоростных перехватчиках, таких как ХР-72, отпала, поэтому работы над самолётом были свернуты, а заказ на первые 100 единиц был снят. Немалую роль также сыграло появление первых образцов реактивных истребителей.

## Летно-технические характеристики
| Параметр                      | Значение                                                       |
| ----------------------------- | -------------------------------------------------------------- |
| Модификация                   | XP-72                                                          |
| Размах крыла, м               | 12,47                                                          |
| Длина, м                      | 11,15                                                          |
| Высота, м                     | 4,88                                                           |
| Площадь крыла, м2             | 27,87                                                          |
| Масса пустого, кг             | 5201                                                           |
| Взлетный вес, кг              | 6547                                                           |
| Максимальный взлетный вес, кг | 7933                                                           |
| Двигатель                     | Pratt Whitney R-4360-13 Wasp Major                             |
| Мощность двигателя л. с.      | 3450                                                           |
| Максимальная скорость, км/ч   | 789                                                            |
| Практический потолок, м       | 12 802                                                         |
| Вооружение:                   | шесть 12.7-мм пулемета или четыре 37-мм пушек 2х 454 кг бомбы. |